# Comparex Schweiz
Die Comparex Schweiz AG war ein Dienstleistungsunternehmen mit dem Schwerpunkt auf Hard- und Software-Vertrieb sowie technische Dienstleistungen. Hauptsitz des Unternehmens war Sursee im Kanton Luzern.

## Firmengeschichte
Das Unternehmen wurde 2002 als ein Joint Venture der Bison Holding AG und der PC-Ware Information Technologies AG ins Leben gerufen und agierte zunächst unter dem Firmennamen BISON Systems AG. Ab 2007 firmierte das Unternehmen unter dem Namen PC-Ware Systems (Schweiz) AG und wurde 2010 in COMPAREX Schweiz AG umbenannt.
Anteilseigner waren zu 70 Prozent die PC-Ware Information Technologies AG, 30 Prozent gehörten der Bison Holding AG. Im April 2010 trat das Management der Comparex Schweiz AG geschlossen zurück und gleichzeitig kündigte nahezu die gesamte Belegschaft (rund 200 Mitarbeiter). Die Folge war ein Rechtsstreit zwischen der Comparex-Gruppe und der Bison-Gruppe, der bis heute andauert.
Nachdem Ende 2010 und 2011 weitere Entlassungen folgten, firmierte das Unternehmen im September 2011 in Data Center & POS Solutions AG um und stellte schliesslich im Mai 2012 die operative Tätigkeit vollständig ein. Der Status im Handelsregister des Kantons Zürich ist jedoch bis heute aktiv.

## Kritik
In die öffentliche Kritik geriet das Unternehmen vor allem wegen der Entlassungen in den Jahren 2010 und 2011 sowie durch den Rechtsstreit mit der Bison Gruppe und dem ehemaligen Management.
Am 14. April 2010 trat das gesamte Management der COMPAREX Schweiz AG unter Leitung von CEO Oliver Schalch zurück. Gleichzeitig kündigten insgesamt 180 der 200 Mitarbeiter ihre Arbeitsverträge und wurden von der Bison Gruppe zu gleichen Vertragsbedingungen übernommen. Kurz darauf beantragte die COMPAREX Schweiz AG einen zivilrechtlichen Eilantrag auf vorsorgliche Massnahmen gegen die Bison-Gruppe. Dieser wurde jedoch im August 2010 abgewiesen.
Seit 2011 läuft die zivilrechtliche Auseinandersetzung um eine Schadensersatzzahlung zugunsten der COMPAREX Gruppe. Parallel liefen strafrechtliche Ermittlungen. Im Mai 2015 hat die Staatsanwaltschaft Luzern in einer Medienmitteilung veröffentlicht, dass gegen verschiedene Beteiligte des ehemaligen Managements Anklage vor dem Kriminalgericht des Kantons Luzern erhoben wird.